# 財務局
財務局（ざいむきょく、英: Local Finance Bureaus）とは、日本の財務省の地方支分部局の一つで、地方における財務省の業務を総合的に行う機関である。金融庁長官の委任により、金融庁の地方業務も行う。10の財務（支）局がある。また、財務（支）局の下位には多数の財務事務所や出張所が設けられている。
沖縄県内では、同様の業務を内閣府の地方支分部局である沖縄総合事務局財務部が所管する。その場合は、沖縄総合事務局は、財務大臣、金融庁長官または証券取引等監視委員会の指揮監督を受ける。

## 略史
- 1941年7月15日、大蔵省の地方組織たる税務監督局を財務局に改組。（東京、大阪、札幌、仙台、名古屋、広島、熊本の全国7か所に配置）
- 1943年11月1日、新潟財務局と松山財務局の2か所を増設し、全国9か所となる。
- 1945年5月4日、松山財務局が高松財務局へ移設となる。
- 1945年6月1日、新潟財務局を廃止し、全国8か所となる。
- 1946年11月16日、財務局の下部組織として、財務局設置都府県以外の府県に各1か所ずつ地方部を設置。
- 1948年12月1日、東京財務局から関東信越財務局を、熊本財務局から福岡財務局をそれぞれ分割設置するとともに、大阪財務局と名古屋財務局の管轄区域から北陸3県を分離して金沢財務局とすることにより、財務局3か所を増設し、全国11か所となる。
- 1949年6月1日、国税庁が大蔵省の外局として発足。これに合わせて地方組織を財務局から分離し国税局を設置。旧財務局の残余事務は局の名称を要する規模でなくなったため、財務部を大蔵省自体の地方組織として設置。（東京と関東信越を一体としたことにより、全国10か所に配置）
  - 県域単位に置かれている財務局地方部の後継組織として、財務部支部を設置。
- 1950年5月4日、財務部を財務局に改組。財務部を財務局に格上げさせる機会に、所在地名からブロック名を冠称することに変更。（大阪財務部から近畿財務局へ、など）
  - 国税局は所在地名の冠称を維持させることにより、国税局と財務局との混同を回避するための措置。
  - 県域単位に置かれている財務部支部は財務部に改称。
- 1972年5月15日、沖縄の本土復帰に際し、沖縄県を南九州財務局の管轄区域に含めず、沖縄開発庁の沖縄総合事務局が財務局の事務を行う。（財務局事務を行う場合は沖縄総合事務局長は大蔵大臣の指揮監督を受ける）
- 1981年4月1日、北九州財務局と南九州財務局を統合して九州一円を管轄する九州財務局を熊本に設置。（財務局は全国9か所の配置となる）
  - ただし、九州財務局の管轄区域のうち従前の北九州財務局の管轄区域を引き続き管轄する福岡財務支局を設置。
  - 1985年3月末までに福岡財務支局を廃止するサンセット条項を設置法附則に追加。（ただし、サンセット条項は適用直前の時期に削除）
  - 政省令では「財務局長（福岡財務支局の管轄区域にあつては福岡財務支局長。以下同じ。）」などの表現を用いて、福岡財務支局長の権限を従来どおりの北九州財務局長と同様に維持したため、九州財務局の管轄区域は事実上、南部4県に限定。
- 1984年10月1日、県域単位に置かれている財務部を、財務事務所に縮小改組。
- 1998年6月22日、金融監督庁発足に伴い、大蔵省から金融監督事務を分離。金融監督庁には地方組織が置かれていないため、引き続き財務局が金融監督庁の地方事務を行う。（金融監督庁の地方業務を行う場合、財務局長は金融監督庁長官の指揮監督を受ける）
- 2000年2月16日、多極分散型国土形成促進法の趣旨に従い、関東財務局の所在地を大手町合同庁舎からさいたま新都心合同庁舎に移転。
- 2000年7月1日、金融監督庁の金融庁移行に伴い、財務局は金融庁の地方事務を行う。（金融庁の地方業務を行う場合、財務局長は金融庁長官の指揮監督を受ける）
- 2001年1月6日、大蔵省の財務省移行に伴い、財務局は財務省の地方支分部局に移行。

## 組織
- 北海道財務局（札幌市）
  - 函館財務事務所
  - 旭川財務事務所
  - 釧路財務事務所
  - 帯広財務事務所
  - 小樽出張所
  - 北見出張所
- 東北財務局（仙台市）
  - 青森財務事務所
  - 盛岡財務事務所
  - 秋田財務事務所
  - 山形財務事務所
  - 福島財務事務所
- 関東財務局（さいたま市）
  - 水戸財務事務所
    - 筑波出張所

  - 宇都宮財務事務所
  - 前橋財務事務所
  - 千葉財務事務所
  - 東京財務事務所
    - 立川出張所

  - 横浜財務事務所
    - 横須賀出張所

  - 新潟財務事務所
  - 甲府財務事務所
  - 長野財務事務所
- 北陸財務局（金沢市）
  - 富山財務事務所
  - 福井財務事務所
- 東海財務局（名古屋市）
  - 岐阜財務事務所
  - 静岡財務事務所
    - 沼津出張所

  - 津財務事務所
- 近畿財務局（大阪市）
  - 京都財務事務所
    - 舞鶴出張所

  - 神戸財務事務所
  - 奈良財務事務所
  - 和歌山財務事務所
  - 大津財務事務所
- 中国財務局（広島市）
  - 鳥取財務事務所
  - 松江財務事務所
  - 岡山財務事務所
    - 倉敷出張所

  - 山口財務事務所
    - 下関出張所

  - 呉出張所
- 四国財務局（高松市）
  - 徳島財務事務所
  - 松山財務事務所
  - 高知財務事務所
- 福岡財務支局（福岡市）
  - 佐賀財務事務所
  - 長崎財務事務所
    - 佐世保出張所

  - 小倉出張所
- 九州財務局（熊本市）
  - 大分財務事務所
  - 宮崎財務事務所
  - 鹿児島財務事務所
    - 名瀬出張所

※九州財務局の管轄に沖縄県は含まれない（内閣府の地方支分部局である沖縄総合事務局財務部が担当する。その場合、沖縄総合事務局は、財務大臣、金融庁長官または証券取引等監視委員会の指揮監督を受ける。）。

## 人事
- 地方支分部局であるが、財務省本省とは別に、総合職試験（旧I種試験）合格者の採用を行っている。（本省採用は大臣官房秘書課、財務局採用は大臣官房地方課が窓口となる。）
- 財務局採用総合職試験合格者は一般的に財務省本省の指定職ポストには就けず、財務本省及び国税庁の中枢ポストをはじめとして、重要な国税局長、財務局長、税関長のポストについても、本省採用のキャリアによって占められているのが通例である。逆に国税庁採用、財務局採用、税関採用のキャリアは、中小の国税局長、財務局長、税関長が最終ポストである。